# Ꮢ
Cette page contient des caractères spéciaux ou non latins. S’ils s’affichent mal (▯, ?, etc.), consultez la page d’aide Unicode.
Ne doit pas être confondu avec la lettre latine R.
Ꭱ (minuscule ꭱ), appelé sv, est une lettre du syllabaire cherokee. Sa graphie est inspirée de la lettre latine R. Elle n’est pas à confondre avec la lettre e ‹ Ꭱ ꭱ ›.

## Représentations informatiques
Le sv peut être représenté avec les caractères Unicode (cherokee, supplément cherokee) suivants, :
| lettres   | représentations | chaînes de caractères | points de code | descriptions                 |
| --------- | --------------- | --------------------- | -------------- | ---------------------------- |
| majuscule | Ꮢ               | Ꮢ                     | U+13D2         | lettre cherokee sv           |
| minuscule | ꮢ               | ꮢ                     | U+ABA2         | lettre minuscule cherokee sv |